# Экономическая реформа 1965 года в СССР

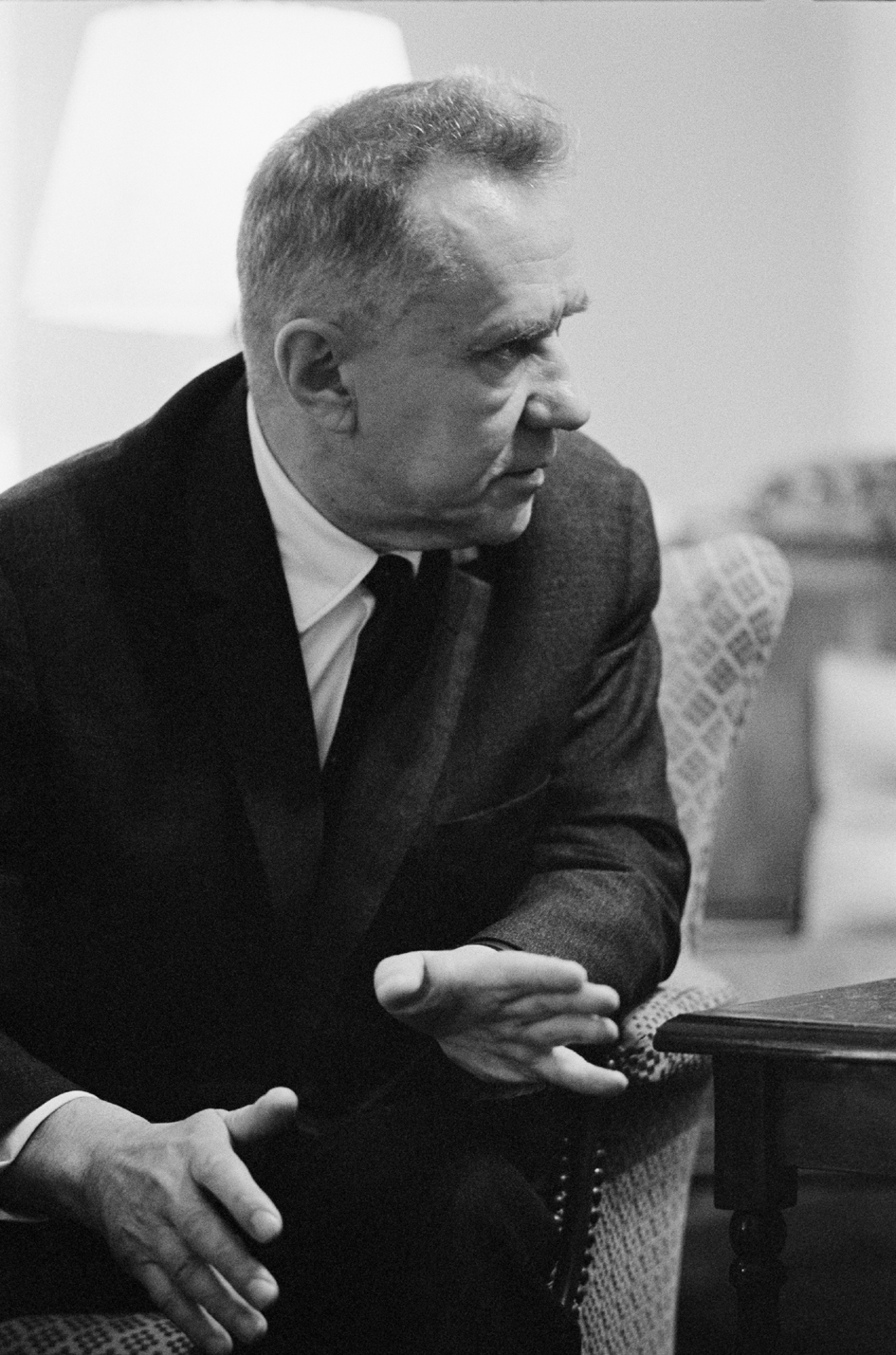
А. Н. Косыгин

Экономи́ческая рефо́рма 1965 года в СССР — реформа экономической политики Советского Союза, проводившаяся с 1965 по конец 1960-х годов. Реформа проводилась в годы правления Брежнева. Реформа 1965 года не посягала на директивную экономику, но расширяла самостоятельность предприятий, предоставляла им возможность распоряжаться прибылью и предусматривала механизмы материального стимулирования производителей в результатах и качестве труда. В рамках «хозрасчётного планирования» важнейшим показателем, по которому оценивалась деятельность предприятий, становилась их рентабельность; множество ранее обязательных к исполнению предприятиями плановых показателей было отменено. Были упразднены территориальные совнархозы, созданные в ходе реформы 1957 года, и вновь учреждена система отраслевых министерств.
«Хозяйственная реформа», запущенная после отставки Никиты Хрущёва, была призвана решить в долгосрочном плане системные проблемы в экономике, ставшие особенно острыми в 1964 году. «Золотая» восьмая пятилетка 1966—1970 годов показала чрезвычайно высокий экономический рост. Тем не менее, к началу 1970-х годов реформа была свёрнута; советская экономика вернулась к жесткому директивному планированию. Реформу в последующие годы также называли «косыгинской» — по имени председателя Совета министров СССР Алексея Косыгина, руководившего её проведением; в западной литературе также встречалось название «либермановская» — по имени экономиста Евсея Либермана, подготовившего научное обоснование реформы.

## Предыстория

### Замедление роста
На протяжении 1950-х годов экономика СССР росла исключительно высокими темпами — в среднем на 10,5 % в год. На рубеже пятидесятых-шестидесятых годов этот рост замедлился: уже задания шестой пятилетки по ряду показателей не были выполнены. Темпы прироста производительности труда и снижения себестоимости промышленной продукции оказались гораздо меньше, чем в пятую пятилетку. Несмотря на эти тревожные признаки, семилетний план (1959—1965) ставил чрезвычайно амбициозные цели по росту экономики — она должна была вырасти на 80 %, а промышленность, в том числе машиностроение — в 2 раза; для промышленных отраслей это означало рост на 13-14 % в год. Такие планы нельзя было реализовать за счёт увеличения численности занятых — их предполагалось осуществить за счет роста производительности труда и других мер по повышению эффективности производства. Фактически к 1965 году планы не были выполнены — хотя национальный доход и объём промышленной продукции за семилетку и выросли, показатели прироста оказались ниже заявленных в Программе КПСС и семилетнем плане.
В 1963 году среднегодовой темп прироста национального дохода снизился до 4 % против 12 % в середине 1950-х годов; среднегодовой рост производительности труда в первой половине 1964 года составил лишь 4 % против 7-8 % в пятой пятилетке. В сельском хозяйстве прирост объёмов продукции в семилетке составил лишь 14 % вместо изначально запланированных 70 %. Согласно докладу Президиума Академии наук СССР председателю Совмина СССР Алексею Косыгину, подготовленному в декабре 1964 года, в группе промышленности Б (производство потребительских товаров и услуг) падение роста составляло 40 % — с 9,3 % в 1954 году до 6,5 % в 1963; в сельском хозяйстве рост в 1963 году достиг нулевой отметки; прирост капитальных вложений за десять лет сократился в четыре раза — с 15 % до 4 %. Несмотря на рост экономики в целом и предыдущие надежды советского руководства «догнать и перегнать США», национальный доход СССР составлял лишь 53 % от американского; производительность труда была низкой — как из-за технического отставания, так и из-за «человеческого фактора» — более низкой квалификации рабочих, воровства и «бесхозяйственности», неразумных трат ресурсов из-за отсутствия «хозяйского» отношения к ним. Замедление экономического роста сказывалось на социально-экономическом положении страны: резко замедлился рост уровня жизни населения, увеличился товарный дефицит, усилилась инфляция, ухудшилось качество многих видов продукции. Недовольство экономическим положением охватывало все большие слои населения и сопровождалось появлением оппозиционных политических настроений. В 1964 году возник дефицит хлеба, и СССР впервые со времен революции 1917 года столкнулся с массовыми городскими беспорядками — «хлебными» и «базарными» бунтами — и также впервые был вынужден закупать зерно за границей.
По мнению историка Николая Митрохина, ухудшение экономической ситуации в 1962—1964 годах было сопряжено и с ошибками Первого секретаря ЦК КПСС Никиты Хрущёва, его чрезмерным упором на машиностроительную отрасль, многочисленными и непродуманными реформами политических и государственных институтов. В рамках неоднозначной экономической реформы 1957 года на замену отраслевым министерствам были созданы территориальные совнархозы, контролировавшие каждый на своей территории предприятия разных отраслей . В начале 1960-х годов совнархозы были укрупнены, их количество стало меньше; в 1962 году был создан СНХ СССР, а в 1963 — Высший совет народного хозяйства СССР, «суперминистерство» с исключительно широкими функциями в области экономики. Эти крупные реорганизации проводились поспешно, усложняли и запутывали управление экономикой. Экономист Григорий Ханин рассматривал их как «рецентрализацию» управления экономикой, проводимую как ответ на фактическое невыполнение семилетнего плана и замедление роста экономики — в противовес «децентрализации» предыдущего десятилетия.
В октябре 1964 года Никита Хрущёв был отправлен в отставку с поста Первого секретаря ЦК КПСС; его место занял Леонид Брежнев. Эта смена лидера была сопряжена и со сменой экономической политики: новое руководство желало решить накопившиеся экономические проблемы в долгосрочной перспективе.

### Научная дискуссия

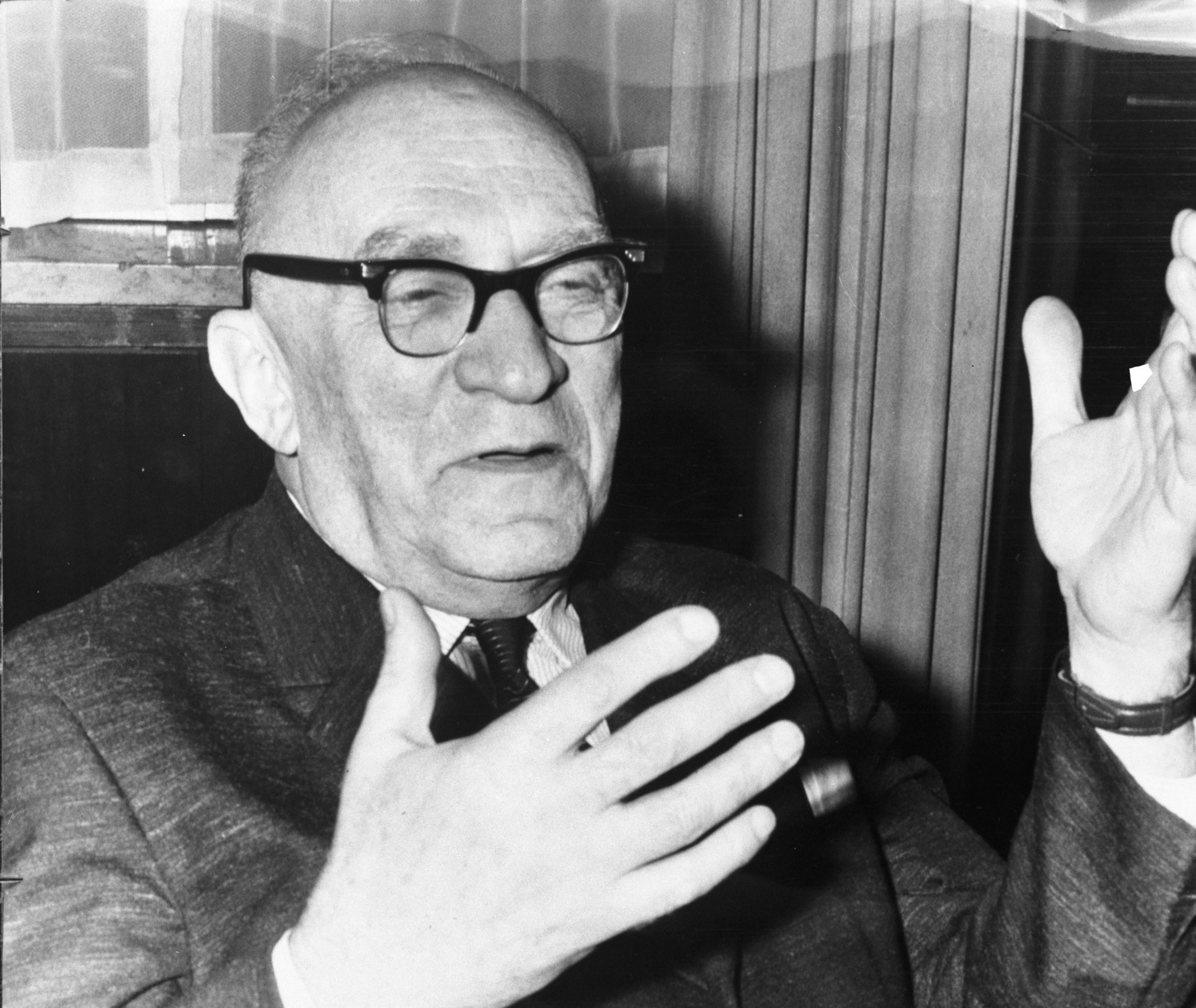
Евсей Либерман в 1967 году

Идеи «хозяйственной реформы» были подготовлены в первой половине 1960-х годов в ходе экономической дискуссии, возникшей после публикации в 1962 году в газете «Правда» статьи профессора Харьковского инженерно-экономического института и Харьковского государственного университета Евсея Либермана «План, прибыль, премия». Хотя Либерман и был представителем провинциального вуза, он принадлежал к достаточно влиятельной в тот период харьковской школе экономистов, связанной с выдвинувшейся во времена Хрущёва «харьковской» группой в партийно-государственном аппарате. Выходцы из Харькова, в том числе бывшие ученики и коллеги Либермана из тех же самых харьковских вузов, занимали ряд высоких партийных и академических должностей и в УССР, и в Москве — это придавало Либерману авторитет и позволяло его идеям быть услышанными. Ещё во второй половине 1950-х годов Либерман опубликовал две статьи об экономическом стимулировании предприятий в журнале «Коммунист» — Алексей Румянцев, главный редактор этого издания в 1954—1958 годах, ранее тоже учился и преподавал в харьковских вузах.
«План, прибыль, премия» предлагала решение одной из задач, поставленных в Программе КПСС 1961 года — обеспечение эффективности производства. Для этого Либерман формулировал следующие меры:
- Сократить число плановых показателей, спускаемых предприятиям сверху, до трёх самых важных: номенклатуры производимой продукции, её объёма и сроков поставок; более конкретные планы предприятия должны составлять себе сами.
- Сделать критериями работы предприятий только рентабельность (соотношение прибыли к производственным фондам) и выполнение планового задания; премировать предприятия за высокую рентабельность так, чтобы премия прямо зависела от прибыльности.
- Создать на предприятиях единые фонды материального поощрения — коллективного и личного — наполняемые из премий за рентабельность.
- Стимулировать предприятия вводить новую продукцию, установив гибкое ценообразование — так, чтобы предприятия были заинтересованы в выпуске более новой и более высокорентабельной продукции.

Показатели прибыли и рентабельности традиционно связывались с капиталистической рыночной экономикой, и такой упор на них для советской экономики был новым и необычным. Тема ценообразования в 1962 году была политизированной и болезненной — повышение цен в мае этого года вызвало недовольство населения, в том числе протесты в Новочеркасске; впрочем, статья Либермана ничего не говорила об интересах населения, рассматривая ценообразование только применительно к государственным предприятиям.
Либерман проводил свои исследования на базе предприятий машиностроения и лёгкой промышленности, для которых были характерны высокие показатели прибыльности и постоянная необходимость в выпуске новых моделей продукции; они были менее пригодными для других отраслей промышленности, таких, как пищевая — впрочем, для Хрущёва именно машиностроительная отрасль была приоритетной. Концепция Либермана резко повышала роль директоров и высшего управленческого персонала предприятий, которые теперь должны были брать за себя ответственность за достижение нужных показателей, а не опираться на инструкции и нормативы, пересылаемые предприятиям вышестоящими органами.
В поддержку взглядов Либермана выступил авторитетный академик Василий Немчинов — в 1963 году он опубликовал брошюру «О дальнейшем совершенствовании планирования и управления народным хозяйством», а в 1964 опубликовал в «Коммунисте» аналогичную по содержанию статью «Социалистическое хозяйствование и планирование производства». Немчинов критиковал существующий хозяйственный механизм и предлагал обширный проект перехода к «хозрасчётному планированию» — расширению товарно-денежных отношений и децентрализации экономики; в число этих предложений, помимо повышения роли прибыли и рентабельности в оценке деятельности предприятий, входило формирование государственного заказа на конкурсных началах, новые методы ценообразования, свободная торговля средствами производства между предприятиями вместо привычного материально-технического снабжения. В 1964—1965 годах в советской печати шла особенно оживлённая дискуссия об отходе от детального административного управления в пользу хозяйственной самостоятельности предприятий и увеличения роли прибыли; со статьями и книгами на эту тему выступали как экономисты и хозяйственники — Евсей Либерман, Лев Леонтьев, председатель Государственного комитета СССР по торговле Александр Струев — так и пользовавшиеся научным авторитетом «технари» — академик Вадим Трапезников и авиаконструктор Олег Антонов. Эта дискуссия убедила часть советского хозяйственного руководства в целесообразности расширения товарно-денежных отношений.

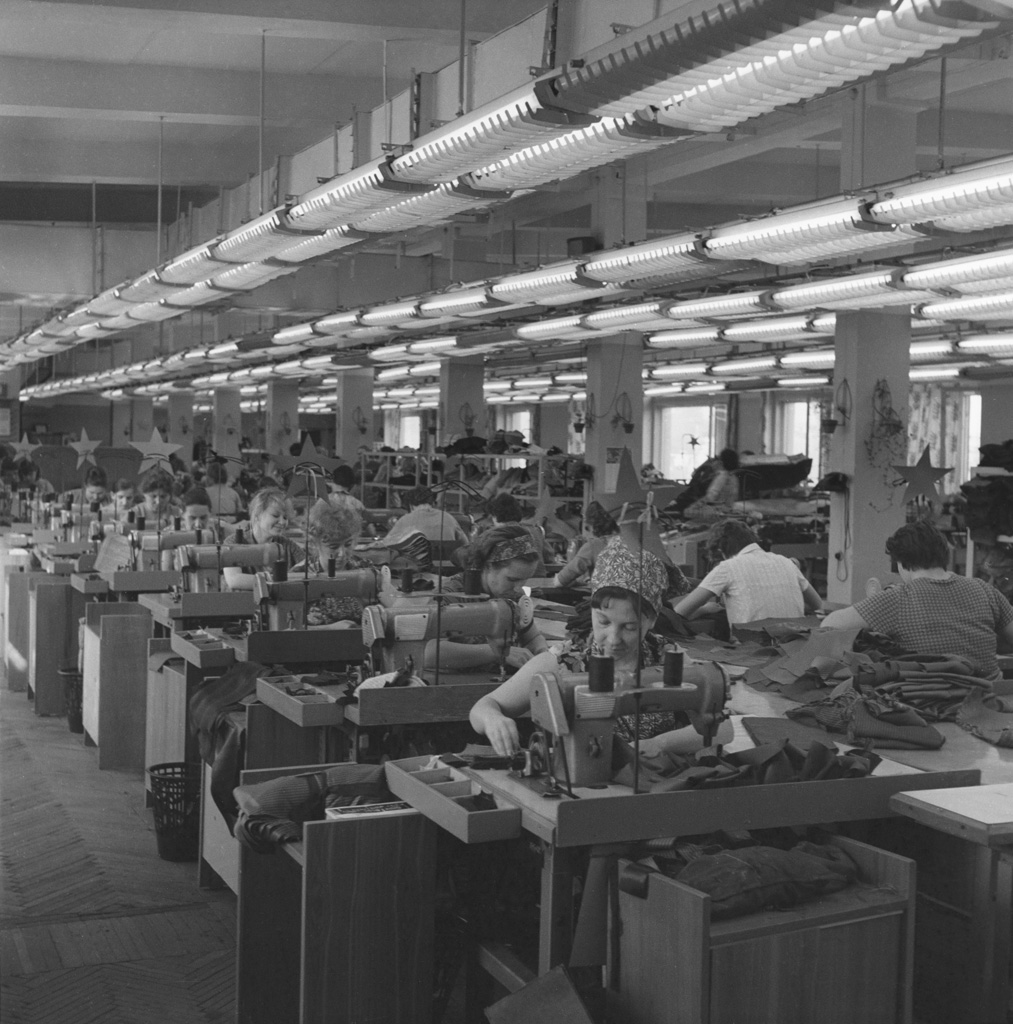
Производственный цех «Большевички» в 1967 году

В 1964 году было запущено несколько экономических экспериментов — в лёгкой промышленности и в грузовых автоперевозках; из этих отраслей экономики первая особенно страдала из-за низкого качества продукции и неудовлетворительного ассортимента, вторая — из-за неэффективности и приписках для её скрытия. Так, два швейных объединения, московская «Большевичка» и горьковский «Маяк», получили право работать по заказам торговли; в 1965 году эти эксперименты были расширены и на другие предприятия в европейской части СССР. Участвовавшие в эксперименте предприятия могли сами устанавливать себе планы по объёму производства и номенклатуре продукции; единственным директивным показателем для них оставалась прибыль. Работа переведенных на новую систему предприятий оценивалась по выполнению принятых ими планов перед торговыми предприятиями и плана по прибыли. Эксперимент с грузовыми автоперевозками, также расширенный в 1965 году, к 1967 году был прекращён — автоперевозчики стали лучше удовлетворять потребности клиентов, но потеряли интерес к припискам, что снижало показатели грузооборота на бумаге.

## Реформа

### Основные положения
Реализуемая после отстранения от власти Н. С. Хрущёва реформа представлялась как разрыв с проявлениями присущего советской экономической политике второй половины 1950-х — начала 1960-х годов «субъективизма» и «прожектёрства», практикой административных и волевых решений. Декларировалось повышение научного уровня руководства экономикой, основанного на законах политэкономии социализма. Проведение реформы осуществлялось под руководством Председателя Совета Министров СССР А. Н. Косыгина.
Реформа вводилась в действие группой постановлений ЦК КПСС и Совета Министров СССР, распространявших её положения на отдельные отрасли и секторы народного хозяйства:
- «Об улучшении управления промышленностью, совершенствовании планирования и усилении экономического стимулирования промышленного производства» (Постановление сентябрьского 1965 г. Пленума ЦК КПСС)[16]
- «О совершенствовании планирования и усилении экономического стимулирования промышленного производства» (постановление ЦК КПСС и СМ СССР от 4 октября 1965 г.)
- «Положение о социалистическом государственном производственном предприятии», утверждено СМ СССР 4 октября 1965 г.[17]
- «О мерах по дальнейшему улучшению кредитования и расчётов в народном хозяйстве и повышению роли кредита в стимулировании производства» (постановление СМ СССР от 3 апреля 1967 г.)
- «О переводе совхозов и других государственных сельскохозяйственных предприятий на полный хозяйственный расчёт» (13 апреля 1967 г.)[18]
- «О переводе предприятий Министерства гражданской авиации на новую систему планирования и экономического стимулирования» (от 7 июня 1967 г.)[19]
- «О переводе железных дорог Министерства путей сообщения на новую систему планирования и экономического стимулирования» (от 23 июня 1967 г.)[20]
- «О переводе предприятий Министерства морского флота на новую систему планирования и экономического стимулирования» (от 7 июля 1967 г.)[21]
- «О переводе предприятий речного транспорта союзных республик на новую систему планирования и экономического стимулирования» (7 июля 1967 г.)[22]
- «О переводе эксплуатационных предприятий и производственно-технических управлений связи системы Министерства связи СССР на новую систему планирования и экономического стимулирования» (8 июля 1968 г.)[23]
- «О совершенствовании планирования и капитального строительства и об усилении экономического стимулирования строительного производства» (28 мая 1969 г.)[24]

Реформа представляла собой комплекс из пяти групп следующих мероприятий.
- Ликвидировались органы территориального хозяйственного управления и планирования — советы народного хозяйства, созданные в 1957 г., предприятия становились основной хозяйственной единицей. Восстанавливалась система отраслевого управления промышленностью, общесоюзные, союзно-республиканские и республиканские министерства и ведомства.
- Сокращалось количество директивных плановых показателей (с 30 до 9). Действующими оставались показатели по: общему объёму продукции в действующих оптовых ценах; важнейшей продукции в натуральном измерении; общему фонду заработной платы; общей суммы прибыли и рентабельности, выраженной как отношение прибыли к сумме основных фондов и нормируемых оборотных средств; платежам в бюджет и ассигнованиям из бюджета; общему объёму капитальных вложений; заданий по внедрению новой техники; объёму поставок сырья, материалов и оборудования.
- Расширялась хозяйственная самостоятельность предприятий. Предприятия обязаны были самостоятельно определять детальную номенклатуру и ассортимент продукции, за счёт собственных средств осуществлять инвестиции в производство, устанавливать долговременные договорные связи с поставщиками и потребителями, определять численность персонала, размеры его материального поощрения. За невыполнение договорных обязательств предприятия подвергались финансовым санкциям, усиливалось значение хозяйственного арбитража.
- Ключевое значение придавалось интегральным показателям экономической эффективности производства — прибыли и рентабельности. За счёт прибыли предприятия получали возможность формировать ряд фондов — фонды развития производства, материального поощрения, социально-культурного назначения, жилищного строительства, др. Использовать фонды предприятия могли по своему усмотрению (разумеется, в рамках существующего законодательства).
- Ценовая политика: оптовая цена реализации должна была обеспечивать предприятию заданную рентабельность производства. Вводились нормативы длительного действия — не подлежащие пересмотру в течение определённого периода нормы плановой себестоимости продукции.

В сельском хозяйстве закупочные цены на продукцию повышались в 1,5-2 раза, вводилась льготная оплата сверхпланового урожая, снижались цены на запчасти и технику, уменьшились ставки подоходного налога на крестьян.
Новая система народнохозяйственного планирования была закреплена в статье 16 Конституции СССР 1977 года:

Экономика СССР составляет единый народнохозяйственный комплекс, охватывающий все звенья общественного производства, распределения и обмена на территории страны. Руководство экономикой осуществляется на основе государственных планов экономического и социального развития, с учётом отраслевого и территориального принципов, при сочетании централизованного управления с хозяйственной самостоятельностью и инициативой предприятий, объединений и других организаций. При этом активно используется хозяйственный расчёт, прибыль, себестоимость, другие экономические рычаги и стимулы.

### Реализация

Распределение прибыли предприятий до и после реформы

Основные мероприятия реформы были введены в действие на протяжении 8-й пятилетки (1966—1970 годы). К осени 1967 года по новой системе работали 5,5 тыс. предприятий (1/3 промышленной продукции, 45 % прибыли), к апрелю 1969 года — 32 тыс. предприятий (77 % продукции).
На протяжении пятилетки фиксировались рекордные темпы экономического роста. В 1966—1970 годах национальный доход в СССР рос в среднем на 7,8 % ежегодно. Был осуществлён ряд крупных хозяйственных проектов (создание Единой энергосистемы, внедрение автоматизированных систем управления на предприятиях, развитие гражданского автомобилестроения и пр.). Высокими были темпы роста жилищного строительства, развития социальной сферы, финансировавшихся за счёт средств предприятий. Объём промышленного производства вырос на 50 %. Было построено около 1900 крупных предприятий, в том числе Волжский автозавод в Тольятти.
Реформа имела выраженный эффект разового привлечения резервов роста: повысилась скорость обращения в фазе «товар — деньги», уменьшилась «штурмовщина», увеличилась ритмичность поставок и расчётов, улучшалось использование основных фондов. Предприятия разрабатывали индивидуальные гибкие системы поощрения.
| Годы      | Валовой общественный продукт | Национальный доход |
| --------- | ---------------------------- | ------------------ |
| 1961-1965 | 6,5                          | 6,5                |
| 1966-1970 | 7,4                          | 7,7                |
| 1971-1975 | 6,4                          | 5,7                |
| 1975-1979 | 4,4                          | 4,4                |

### Щёкинский эксперимент
В августе 1967 года на Щёкинском химическом комбинате был начат экономический эксперимент по проверке основных положений реформы, получивший известность как Щёкинский эксперимент.
Суть эксперимента заключалась во внедрении на предприятии элементов хозрасчёта с целью повышения производительности труда. В частности, предприятию был определён стабильный фонд зарплаты на 1967—1970 годы, а вся экономия этого фонда при повышении производительности труда и при сокращении числа работников оставалась в распоряжении коллектива предприятия. За два года такой работы число рабочих на комбинате сократилось на 870 человек, за 10 лет объём выпускаемой продукции вырос в 2,7 раза, производительность труда в 3,4 раза, почти в 4 раза повысилась рентабельность, расходы заработной платы на рубль товарной продукции снизились с 13,9 до 5 копеек. Через некоторое время эксперимент фактически прекратился — в 1976 году комбинат добился 143 % использования проектной мощности, но с планом не справился, что привело к лишению тринадцатой зарплаты и потере выплачиваемой надбавки. Этот опыт получил одобрение ЦК и в 1967—1969 годах щёкинский эксперимент был внедрён на многих предприятиях. Так, в составе Дальневосточного морского пароходства на начало 1975 года на 140 судах было высвобождено 730 человек, но сказался износ: пароходство за пятилетку сократилось на 20 судов, а поступило лишь три современных судна.

### Развитие реформы
В 1970-е годы Совет Министров и Госплан СССР приняли решения, призванные скорректировать выявившиеся негативные стороны реформированной хозяйственной системы — тенденцию к росту цен, стремление использовать максимально затратные схемы хозяйственных отношений (в том числе с принесением в жертву инновационного развития), обеспечивающие наиболее высокие показатели по т. н. «валовой выручке», поскольку именно этот показатель присутствовал в государственном плане.
Постановлением СМ СССР «О некоторых мерах по улучшению планирования и экономического стимулирования промышленного производства» от 21 июня 1971 года были восстановлены, начиная с 9-го пятилетнего плана 1971—1975 годов, директивные задания по росту производительности труда, в заданиях по реализации выделялся объём новой продукции.
В 1970-е годы многоступенчатая система управления промышленностью была заменена на двух- и трёхзвенную (министерство — объединение — предприятие; министерство — хозрасчётный комбинат — шахтоуправление). Соответственно, были перераспределены и децентрализованы функции управления и планирования.
В 1970 году существовало 608 объединений (6,2 % занятого персонала, 6,7 % реализуемой продукции), в 1977 году — 3670 объединений (45 % персонала, 44,3 % реализованной продукции), например: ЗИЛ, АЗЛК, Воскресенскцемент, Электросила, АвтоГАЗ, АвтоВАЗ, КамАЗ, Уралмаш, Позитрон, Большевичка.
Новообразованные объединения и комбинаты действовали на основах хозрасчёта, осуществляли основную инвестиционную деятельность, кооперировали хозяйственные связи предприятий. Министерствам отводилась роль проводника общей научно-технической политики. Резко сокращалось количество форм документации и показателей отчётности. Реорганизация сопровождалась значительным высвобождением управленческого персонала.
Были отмечены и негативные тенденции: быстрый износ основных средств без их своевременного обновления, уклон интереса к «сиюминутной» выгоде без заинтересованности в реализации стратегических целей, повышение криминализации отношений как внутри предприятий, так и между ними (расцвет «цеховиков»).
Постановлением ЦК КПСС «О дальнейшем совершенствовании хозяйственного механизма и задачах партийных и государственных органов» от 12 июля 1979 года вводился новый плановый показатель чистой (нормативной) продукции, учитывавший вновь созданную стоимость — зарплата плюс усреднённая прибыль. Его задачей было остановить тенденцию к росту цен и затрат. Вводились поощрительные надбавки к цене на новую и высококачественную продукцию и стабильные долговременные нормативы для фондов экономического стимулирования. Расширялась практика составления целевых комплексных научно-технических, экономических и социальных программ развития регионов и производственно-территориальных комплексов, развитие получал принцип нормативов длительного действия.
В пореформенный период в экономике СССР происходил выраженный сдвиг в сторону интенсивных факторов экономического роста. Основным фактором роста было повышение производительности общественного труда и экономии живого труда, то есть уменьшалась роль основного экстенсивного фактора — увеличения числа занятых, — что было характерно для 1930—1940-х годов.
| | 1961—1965 | 1966—1970 | 1971—1975 | 1976—1979 |
| --- | --------- | --------- | --------- | --------- |
| Прирост национального дохода                                                                         | 37        | 45        | 32        | 19        |
| Среднегодовой темп прироста                                                                          | 6,5       | 7,7       | 5,7       | 4,4       |
| Производительность общественного труда                                                               | 31        | 39        | 25        | 14        |
| Среднегодовой темп прироста                                                                          | 5,6       | 6,8       | 4,6       | 3,3       |
| Занятые в материальном производстве (прирост)                                                        | 10,2      | 6,0       | 6,4       | 3,9       |
| Среднегодовой темп прироста                                                                          | 2,00      | 1,20      | 1,25      | 0,95      |
| Динамика фондоотдачи (отношение роста национального дохода к росту основных производственных фондов) | 0,86      | 0,98      | 0,87      | 0,89      |
| Динамика материалоёмкости (отношение общественного продукта к национальному доходу) за период        | 1,00      | 0,99      | 1,03      | 1,00      |

Во второй половине 1960-х — 1970-е годы реформа подверглась критике «слева» со стороны группы учёных, авторов т. н. системы оптимального функционирования экономики (СОФЭ). К ним относились директор Центрального экономико-математического института АН СССР Н. П. Федоренко, А. И. Каценелинбойген, С. С. Шаталин, И. Я. Бирман, поддержанные академиком Г. А. Арбатовым. Авторы СОФЭ в качестве альтернативы реформе предложили создать конструктивную экономико-математическую модель социалистической экономики. Будучи альтернативой «описательной» политической экономии, СОФЭ должна была полностью вытеснить товарное производство, заменив его системой экономико-математического планирования и учёта. Впервые СОФЭ была представлена на научно-теоретической конференции Института экономики АН СССР в 1967 году. СОФЭ находила поддержку в ЦЭМИ, Институте США и Канады, аппарате ЦК КПСС. Оппонентами выступали Совет Министров, Госплан, Институт экономики АН СССР: профессора Я. А. Кронрод и Н. А. Цаголов, Л. И. Абалкин.
Несостоятельность СОФЭ была признана расширенным совещанием Госплана СССР с участием ведущих учёных-экономистов в 1970 году. Политизируя вопрос, сторонники СОФЭ ставили в вину Косыгину заигрывание с Западом, непростительные уступки ему, «предательство» социализма, «перетаскивание» на советскую почву чуждых народу идей, чем содействовали торможению и определённому затуханию реформаторских усилий.

### Свёртывание реформы

Структура внешней торговли СССР в 1970 г.

Среди причин «захлёбывания» реформы обычно приводятся сопротивление консервативной части Политбюро ЦК (негативную позицию по отношению к реформе занимал председатель Президиума Верховного Совета СССР Н. В. Подгорный), а также ужесточение внутриполитического курса под влиянием Пражской весны 1968 года. По воспоминаниям заместителя Косыгина Н. К. Байбакова, особенно негативную роль играло внутриаппаратное соперничество между А. Н. Косыгиным и его замом Н. А. Тихоновым. Контрпродуктивными были разногласия между Совмином, Госпланом СССР, с одной стороны, и Министерством обороны — с другой. Маршал Д. Ф. Устинов выступал за постоянный рост военных расходов, против увеличения которых выступали Косыгин и Байбаков.
Неблагоприятным фактором для развития реформ мог также быть рост поступлений от экспорта нефти (так, открытое в 1965 году Самотлорское нефтяное месторождение было пущено в эксплуатацию через четыре года, а нефтяной кризис 1973 года поднял цены на нефть во много раз), позволивший консервативному крылу советского руководства маскировать экономические проблемы СССР, в частности покрывать дефицит продовольствия за счёт поставок по импорту: закупок кормового зерна в Канаде и мороженой говядины и китового мяса в Австралии.
А. Н. Косыгину приписываются слова, сказанные в беседе с главой правительства Чехословакии Любомиром Штроугалом в 1971 году: «Ничего не осталось. Всё рухнуло. Все работы остановлены, а реформы попали в руки людей, которые их вообще не хотят… Реформу торпедируют. Людей, с которыми я разрабатывал материалы съезда, уже отстранили, а призвали совсем других. И я уже ничего не жду».
Л. И. Брежнев в узком кругу выcказывался более откровенно: «Да вы что, какие реформы. Я чихнуть даже боюсь громко. Не дай бог, камушек покатится, а за ним лавина… Экономические свободы повлекут хаос. Такое начнется. Перережут друг друга».

## Итоги
Оценивая итоги реформы, в частности, феномен «замедления темпов роста» в 1970—1980-е годы, следует принимать во внимание ряд факторов, влиявших на темп и качество экономического развития:
- исчерпание экстенсивных факторов роста, прежде всего, из-за исчерпания резервов мобильной рабочей силы и снижения экономической отдачи от увеличения занятости (из-за технологического застоя, вызванного изначально заложенным в реформе отсутствием стимула к снижению себестоимости, и негибкого планового характера сферы услуг);
- необходимость прямого и косвенного дотирования неэффективных предприятий, отраслей и экономик отдельных территорий, вызванная усилением ведомственного и территориального лоббизма и стремлением союзного руководства избегать непопулярных решений;
- социальные программы 1970-х годов (сокращение рабочего времени, рост доходов населения)[36];
- затратные программы хозяйственного развития Сибири и Дальнего Востока, не давшие ожидавшейся валовой прибыли в краткосрочном периоде;
- крайне затратную программу развития вооружённых сил Брежнева—Гречко—Горшкова[37];
- кредиты СССР странам третьего мира в рамках борьбы за влияние в мире (Африка, Ближневосточный конфликт и пр.).

В ходе реформы в СССР была сделана неудачная попытка перехода к интенсивному экономическому росту, само понятие экономической эффективности (выраженное в показателе валовой прибыли предприятия) создало условия для попыток децентрализации хозяйственной жизни.
Наработки реформы 1965 года использовались при подготовке экономической реформы 1987—1988 годов, в том числе Закона «О государственном предприятии».
Дарон Аджемоглу и Джеймс Робинсон в книге «Почему одни страны богатые, а другие бедные», проанализировав реформы, пришли к выводу, что они были обречены на неудачу с самого начала. Первая причина этого состоит в том, что цены в плановой экономике были слабо связаны с реальной стоимостью товаров и услуг, а значит, невозможно было оценить и стоимость инноваций, без которых не происходит экономического развития. Вторая причина заключается в привязанности премиального фонда к размеру общего фонда заработной платы. Это привело к тому, что предприятия не хотели снижать фонд заработной платы, что означало отсутствие стимулов к механизации и автоматизации труда, которые неизбежно ведут к сокращению персонала. По мнению авторов, для достижения устойчивого экономического роста необходимо наличие у широких слоев населения стимулов к инновациям, которые обеспечивают непрерывность технологического прогресса, а это связано со свободой мысли и нестандартными идеями — то, чего советская власть допустить никак не могла. Потому причина провала не в сворачивании реформ или несовершенстве выбранных Косыгиным методов, а в принципиальной невозможности устойчивого развития при советской политической системе.